# Matthew Soukup
Matthew Soukup, née le 31 août 1997 à Calgary, est un skieur canadien spécialisé dans le saut à ski, médaillé de bronze en saut à ski aux Jeux olympiques d'hiver de 2022.

## Biographie et carrière
Matthew Soukup se spécialise dans le saut à ski et habite en Slovénie pour pouvoir s'entrainer.
En janvier 2022, Soukup est qualifiée à 24 ans pour participer à ses premières olympiades aux Jeux olympiques d'hiver de 2022, à Pékin. Il participe le 7 février au saut à ski par équipe mixte et remporte la médaille de bronze avec ses coéquipiers Alexandria Loutitt, Abigail Strate et Mackenzie Boyd-Clowes. C'est la première fois que le Canada remporte une médaille en saut à ski, et la première édition de l'épreuve olympique de saut à ski par équipe mixte. En petit tremplin, s'il parvient à intégrer tout juste le top 50 en qualification, il est éliminé de la finale après son premier saut où il atteint 92 mètres.

## Palmarès

### Jeux olympiques
| Épreuve / Édition | Pékin 2022                          |
| Tremplin normal   | 45e                                 |
| Par équipes mixte | Médaille de bronze, Jeux olympiques |

### Championnats du monde
| Épreuve / Édition  | Oberstdorf 2021 |
| Petit tremplin     | -               |
| Grand tremplin     | 44e             |
| Par équipes        | -               |
| Par équipes mixtes | 10e             |

### Championnats du monde de vol à ski
| Épreuve / Édition | Planica 2020 | Vikersund 2022 |
| Individuel        | 27e          | 39e            |
| Par équipes       | -            | -              |